# 안주만 고개
안주만 고개(페르시아어: كتل انجمن  Kotal-e Anjoman) (또는 안조만 고개로도 표기) (4,430m)는 아프가니스탄의 힌두쿠시산맥에 있는 고개이다. 이 고개는 남서쪽의 판지시르계곡과 그 너머를 아프가니스탄의 가장 북동쪽에 있는 주이자 북동쪽의 바다흐샨주 및 그 너머와 연결한다. 안주만 고개는 판지시르주가 바다흐샨주 및 타하르주와 접하는 경계에 위치한다. 이 지역의 기후는 보통 눈이 내리는 추운 날씨이다. 도로는 좁고 미끄럽다.